# Estimated time of arrival

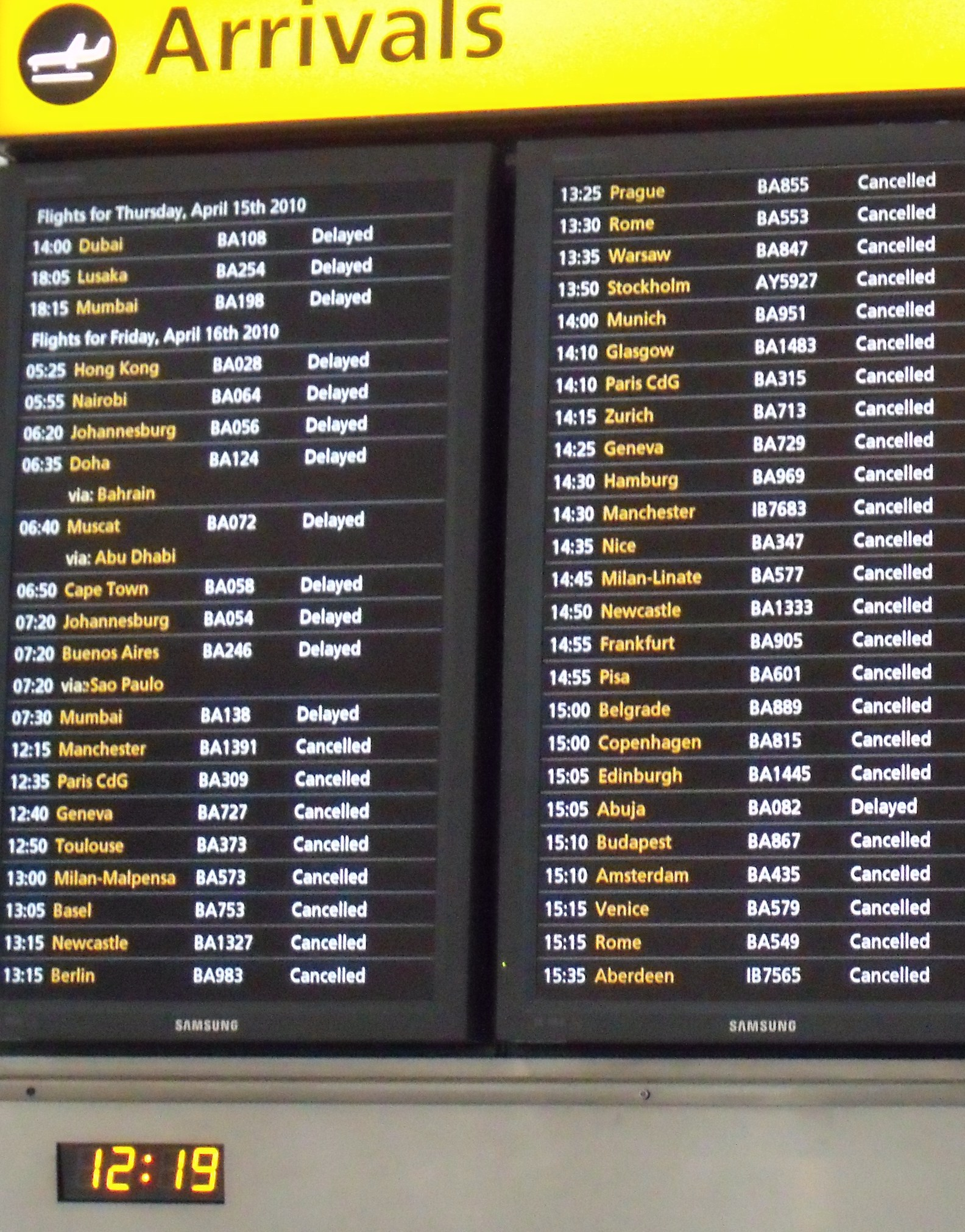
Painel de chegadas de um aeroporto

Estimated time of arrival (ETA, do inglês, em português tempo estimado de chegada) é uma expressão usada frequentemente em meios de transporte (aéreo, terrestre ou aquático) dos Estados Unidos, para estimar quanto tempo falta para chegada ao seu destino.
O tempo estimado de chegada (ETA) é calculado com base na estimativa de chegada direta ao destino com base na distância e velocidade. O ETA não prevê em seus cálculos situações não previstas durante o precurso, como desvios e paradas. A medida que o objeto em locomoção se aproxima de seu destino, o ETA diminui, caso o objeto pare ou circunde o ponto de destino à uma distância fixa, o ETA permanece parado. Caso o objeto se afaste de seu ponto de destino, o ETA aumenta.
O ETA também tem sido metaforicamente utilizado, tanto nos EUA como em outros países, em diversas situações onde não exista objetos fisicamente em locomoção, a exemplo de seu uso no meio computacional, para estimar o tempo de término do download de um arquivo. Tem sido utilizado também por qualquer pessoa ou grupo, como forma de designar o tempo que falta para o término de qualquer atividade.

## Exemplos práticos
- Uma atividade em grupo iniciará às 14h00 e terminará às 17h00. No início da atividade, às 14h00, a atividade terá ETA 3:00, a seu término, ETA 0:00. (ETA utilizado metaforicamente)
- Supondo um ônibus que leva 1 hora para percorrer toda sua rota. No momento de sua partida, o ônibus terá ETA 1:00, ao meio de seu percurso o ônibus fura o pneu e para por 50 minutos, após trocar o pneu, no momento de que volta a andar, terá ETA 0:30 (por estar no meio de percurso) e por fim, ao chegar no seu destino, terá ETA 0:00.